# Helânico de Lesbos

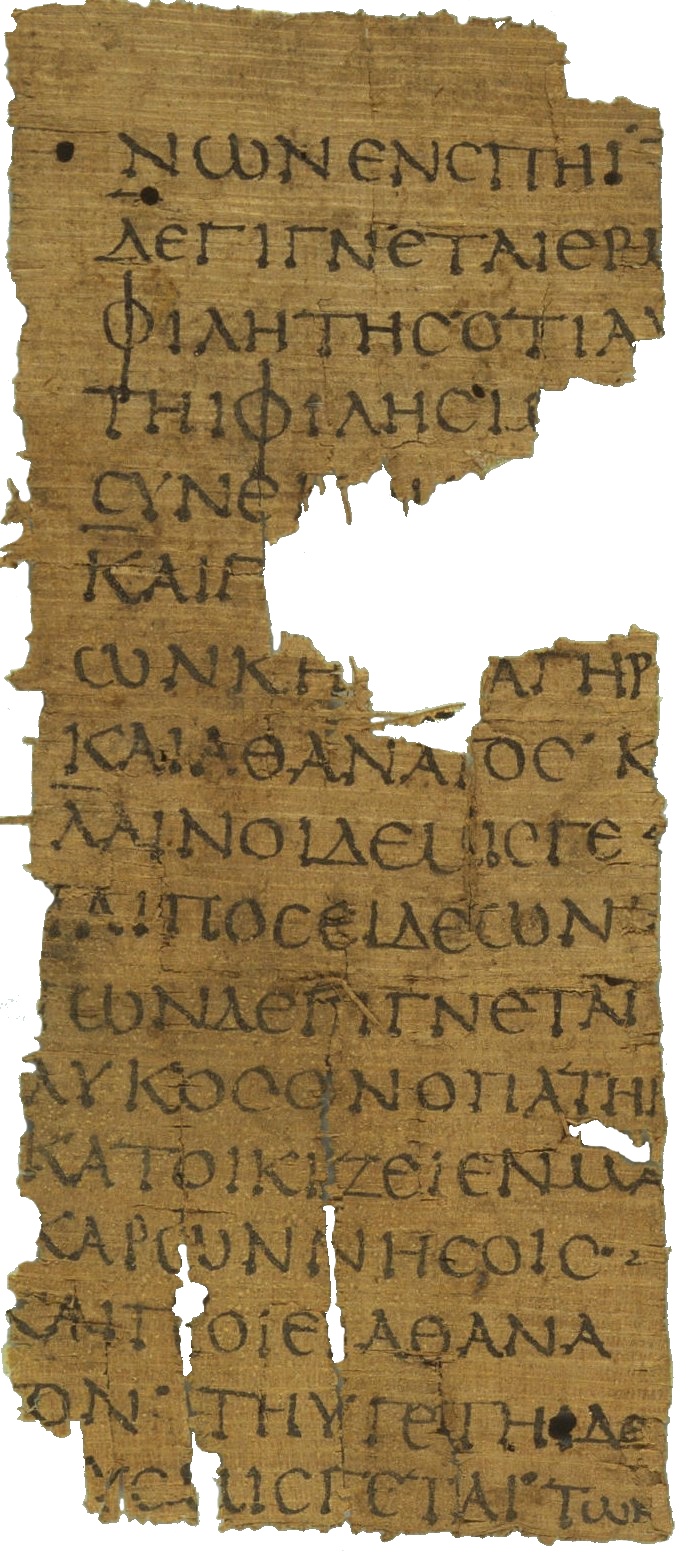
P. Oxy. VIII 1084 pode conter um fragmento da Atlântida, de Helânico.

Helânico de Lesbos (em grego:  Ἑλλάνικος,; ca. 490 a.C. — ca. 400 a.C.), também lembrado como Helânico de Mitilene, foi um logografo polígrafo grego nascido em Lesbos e que viveu no século V a.C. São-lhe atribuídas cerca de trinta obras de discurso histórico, que representam um avanço no desenvolvimento da historiografia. Foi o autor do primeiro Atis, crônicas de lendas e tradições da Ática.
Ele nasceu em Mitilene, na ilha de Lesbos, em 490 a.C., e é conhecido por ter vivido até os 85 anos. De acordo com o Suda, ele viveu por algum tempo na corte de um dos reis da Macedônia e morreu em Perperene, uma cidade em Éolis no planalto de Kozak perto de Pergamono, em frente a Lesbos. Ele foi um dos primeiros historiadores mais prolíficos. Suas muitas obras, embora agora perdidas, foram muito influentes. Foi citado por vários outros autores, que assim preservaram muitos fragmentos de suas obras, cuja coleção mais recente é de José J. Caerols Pérez, que inclui uma biografia de Helânico.
Helânico foi o autor de obras de cronologia, geografia e história, particularmente sobre a Ática, nas quais fez uma distinção entre o que considerava mitologia grega e história. Sua influência na historiografia de Atenas foi considerável, perdurando até a época de Eratóstenes (século III a.C.).
Ele transcendeu os estreitos limites locais dos logógrafos mais antigos e não se contentou em apenas repetir as tradições que ganharam aceitação geral por meio dos poetas. Tentou registrar as tradições como eram locais e valeu-se dos poucos registros nacionais ou sacerdotais que apresentavam algo como registro contemporâneo.
Ele esforçou-se para estabelecer os fundamentos de uma cronologia científica, principalmente com base na lista das sacerdotisas argivos de Hera, e, secundariamente, em genealogias, listas de magistrados (por exemplo, arcontes em Atenas) e as datas orientais, em lugar do antigo acerto de contas por gerações. Mas seus materiais eram insuficientes e muitas vezes ele teve que recorrer aos métodos mais antigos.
São atribuídas a ele cerca de trinta obras, cronológicas, históricas e episódicas. Eles incluem:
- As Sacerdotisas de Hera em Argon: uma compilação cronológica, organizada de acordo com a ordem de sucessão desses funcionários;
- Carneonikae : uma lista dos vencedores nos jogos carneanos (o principal festival musical espartano), incluindo avisos de eventos literários;
- Atthis, dando a história da Ática de 683 a.C. até o fim da Guerra do Peloponeso (404 a.C.), que é mencionada por Tucídides (i. 97), que diz que tratou os eventos dos anos 480 a.C. a 431 a.C. brevemente e superficialmente, e com pouca consideração à sequência cronológica;
- Phoronis: principalmente genealógico, com breves notícias de eventos da época de Foroneu, rei primordial do Peloponeso;
- Troica e Persica: histórias de Tróia e Pérsia;[1]
- Atlantis (ou Atlantias), sobre a filha do Titã Atlas.[4] Parte de seu texto pode ter vindo de um poema épico que Carl Robert chamou de Atlantis,[5] um fragmento do qual pode ser Oxyrhynchus Papyri 11, 1359.[6]

Seu trabalho inclui a primeira menção da lendária fundação de Roma pelos troianos; ele escreve que a cidade foi fundada por Enéias quando acompanhava Odisseu em suas viagens pelo Lácio. Ele também apoiou a ideia de que um novo grupo de Pelasgos estava por trás das origens dos etruscos. A última ideia, de Phoronis, influenciou Dionísio de Halicarnasso, que o cita [I.28] como fonte.